# António José Conceição Oliveira
António José Conceição Oliveira, noto come Toni (Anadia, 14 ottobre 1946), è un allenatore di calcio ed ex calciatore portoghese, di ruolo centrocampista.

## Palmarès

### Giocatore
- Campionato portoghese: 8

Benfica:  1968-1969, 1970-1971, 1971-1972, 1972-1973, 1974-1975, 1975-1976, 1976-1977, 1980-1981
- Coppa del Portogallo: 5

Benfica: 1968-1969, 1969-1970, 1971-1972, 1979-1980, 1980-1981
- Supercoppa di Portogallo: 1

Benfica: 1980

### Allenatore
- Campionato portoghese: 2

Benfica: 1988-1989, 1993-1994
- Coppa del Portogallo: 1

Benfica: 1992-1993
- Coppa d'Egitto: 1

Al-Ahly: 2002-2003